# 큰흰배쥐
큰흰배쥐 또는 쓰촨흰배쥐(Niviventer excelsior)는 쥐과에 속하는 설치류의 일종이다. 중국 남서부 지역에서만 발견된다. 주자이거우 풍경구 쓰촨 국립 자연 보전 구역과 쓰촨성 남서부, 윈난성 북서부, 윈난성 아이라오 산맥에서 서식한다.